# إرنست هورن
إرنست هورن (بالألمانية: Ernst Horn)‏ هو ملحن وعازف بيانو ألماني، ولد في 1949 في ميونخ في ألمانيا.

## وصلات خارجية
- الموقع الرسمي
- إرنست هورن على موقع IMDb (الإنجليزية)
- إرنست هورن على موقع ميوزك برينز (الإنجليزية)
- إرنست هورن على موقع ديسكوغز (الإنجليزية)